# Бакинский нефтегазоносный район

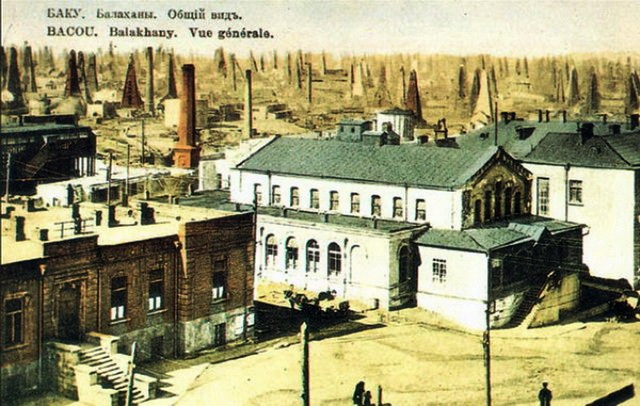
Открытка 1863 год. «Балаханы, откуда нефть доставлялась на Бакинские нефтеперегонные заводы в бурдюках и бочках, перевозимых на арбах и вьючным способом.»

Баки́нский нефтегазоно́сный райо́н — крупнейший район по запасам и добыче нефти и газа в Азербайджане. Район является частью Южно-Каспийского нефтегазоносного бассейна, и расположен на территории Апшеронского полуострова и прилегающей акватории Каспийского моря.  
Месторождения нефти и газа заключены в антиклинальных складках и куполах различной формы, в толщах песка, песчаника, алевролита и глин мощностью от 1 000 до 3 400 м. Залежи нефти и газа расположены на глубинах до 4 500 м.
Промышленная разработка началась с последней трети XIX века. С 1870 года добыто свыше 2 млрд. тонн нефти. На этой территории впервые в СССР была начата разработка нефти в акватории моря. 
Бакинский нефтегазоносный район включает в себя свыше 80 месторождений нефти и газа. Основные месторождения: Шах-Дениз, Азери-Чираг-Гюнешли, Нефтяные Камни, Бахарское, Сангачалы-море, Биби-Эйбат, Сураханы, Карачухур, Карадаг.

## История

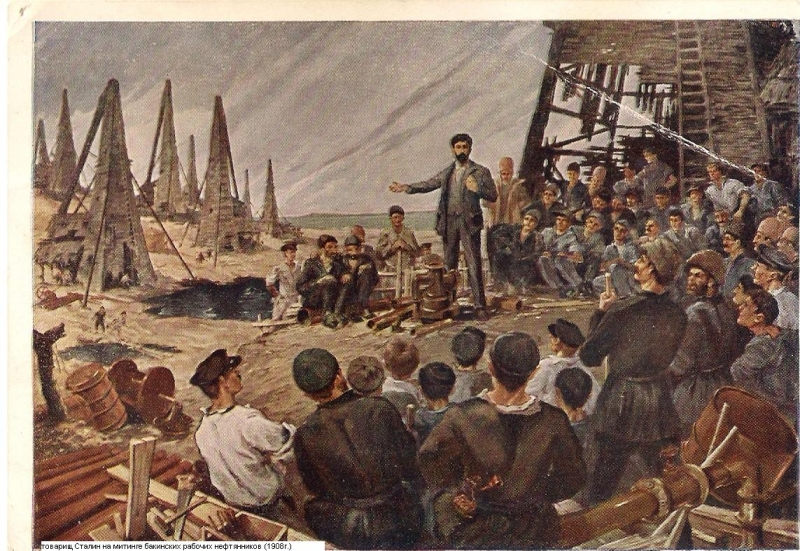
Молодой Сталин просвещает бакинских рабочих. Картина маслом В. В. Сидамона-Эристави.

Первая в мире разведочная нефтяная скважина с положительным результатом глубиной 21 м пробурена в 1846 году близ города Баку (Биби-Эйбат), тогда как американцами нефтяная скважина была пробурена в 1859 году в Пенсильвании. Работы на Биби-Эйбате проводились под руководством директора бакинских промыслов, майора Алексеева.
В 1837 году в селении Балаханы основан один из первых в мире нефтеперегонных заводов под руководством Н.И. Воскобойникова. В 1842 году согласно одному из регламентов Горного устава, нефть, добытая в результате бурения на территории Апшеронского полуострова, поступала в государственную казну.
В советский период Азербайджана на Каспии в 1947 году было обнаружено месторождение «Гюргяны-море», в 1949 — «Нефтяные камни», в 1950 — «Банка Дарвина». Самым крупным стало месторождение «Нефтяные Камни», введённое в эксплуатацию в 1959 году. Оно находится в 50 км от берега, на глубине от 6 до 27 м.
С 1991 года Бакинский нефтегазоносный бассейн является одним из главных двигателей экономики Азербайджана. Так в начале 2000-х годов со стороны нефтегазоносного района были проложены нефтепровод Баку — Тбилиси — Джейхан и газопровод Баку-Эрзурум, это позволило значительно увеличить экспортные возможности страны.